# Blackfriars

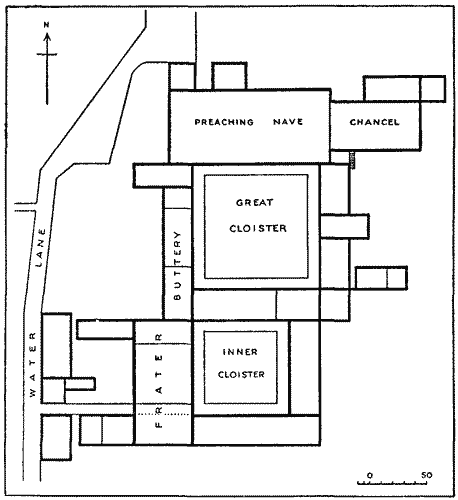
Plan du monastère de Blackfriars avant la dissolution des monastères.

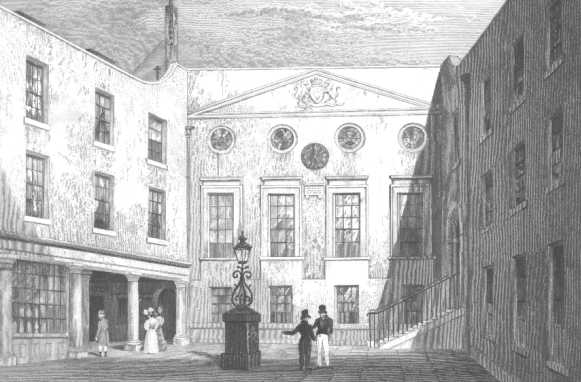
Guilde des Apothicaires à Blackfriars en 1831.

Blackfriars est un quartier du Central London, située dans le sud-ouest de la Cité de Londres.

## Histoire
Le nom Blackfriars apparaît pour la première fois en 1317, sous la forme Black Frères, en référence à la couleur noire du capuchon des dominicains, qui ont construit un prieuré entre la Tamise et Ludgate Hill en 1276.
Au XIIIe siècle, Édouard Ier autorise la reconstruction du mur de la ville entre le fleuve et Ludgate Hill, incluant cette zone.
Le lieu est utilisé à l'occasion de grands événements du royaume, comme les réunions du Parlement et du Conseil privé. Il est aussi, en 1529, le lieu de l'audience de divorce entre Catherine d'Aragon et Henri VIII.
Le monastère est finalement fermé lors de la dissolution des monastères en 1538, sous le règne d'Henri VIII (1509-1547). Les bâtiments et les terrains sont loués à des promoteurs privés qui y construisent le Blackfriars Theatre, à proximité du théâtre du Globe de Shakespeare, et en mars 1613, le célèbre dramaturge achète une maison à Blackfriars. L'acte d'achat et l'hypothèque de la maison comportent deux des six signatures authentifiées de la main de Shakespeare.
En 1632, la Guilde des Apothicaires (en) achète la maison d'hôtes du monastère pour y établir son siège. Le bâtiment est détruit lors du grand incendie de Londres. L'Apothecaries Hall actuel est alors construit à son emplacement. Le peintre David des Granges y fut baptisé en 1611 à Sainte Anne et s'y est marié le 7 janvier 1635 ou 1636 à Judith Hoskins, vraisemblablement liée à la famille du miniaturiste John Hoskins.
La même année, Antoine van Dyck, nommé « peintre principal ordinaire de sa Majesté » par Charles Ier, se voit attribuer une maison dans ce quartier, au bord de la rivière. Le roi et la reine viennent fréquemment lui rendre visite dans son atelier. Une chaussée spéciale est d'ailleurs construite pour leur permettre d'y accéder plus facilement.
Le Unilever House, bâtiment Art déco à façade courbe construit en 1929, s'élève à proximité du Victoria Embankment, sur l'emplacement du Bridewell Palace, résidence d'Henry VIII.
Le quartier est desservi par la gare de Blackfriars et comprend les ponts de Blackfriars Bridge et Blackfriars Railway Bridge. Le long de la rive, le quai d'appontements de Blackfriars Millennium Pier est utilisé par le London River Services, service du Transport for London qui assure le transport de passagers sur la Tamise.

## Personnalités liées
Thomas Richard Williams (1824-1871), photographe professionnel, l'un des pionniers de la stéréoscopie, y est né.